# ГЕС Ескальдес
ГЕС Ескальдес (ісп. Escaldes) — гідроелектростанція в Андоррі, станом на середину 2010-х найпотужніша електростанція в країні.
Андорра розташована у гірській системі Піренеїв, на південній стороні від водорозділу. Для роботи ГЕС Ескальдес використовується ресурс зі сточища 
Валіра-д'Ор'єнт, котра дренує східну частину країни та є лівим витоком річки Валіра (через Сегре та Ебро відноситься до басейну Балеарського моря). Відведений із Валіра-д'Ор'єнт ресурс подається через дериваційний тунель довжиною 11 км, прокладений у гірському масиві лівобережжя річки. На своєму шляху він отримує поповнення з водозаборів на менших потоках та в підсумку виводить до водосховища Engolasters об'ємом 600 тис. м3, спорудженого за допомогою кам'яно-накидної греблі за кількасот метрів вище від дна долини. Крім того, до Енголастерс через тунель довжиною 3 км подається ресурс з іншого, південно-західного напрямку, де уздовж кордону з Іспанією розташоване сточище Мадріу (ліва притока Валіра-д'Ор'єнт, яка впадає в останню нижче за станцію Ескальдес).
Від водосховища прокладено напірний водогін довжиною 1250 метрів, що виводить до машинного залу на березі Валіра-д'Ор'єнт. Останній при введенні в експлуатацію у 1934 році обладнали двома гідроагрегатами з турбінами типу Пелтон, які працювали з напором 485 метрів. На тлі зростання потреби у балансуючих потужностях в 2009 році додали третій гідроагрегат дещо більшої потужності – 17 МВА проти 15 МВА у перших двох.
Середньорічне виробництво ГЕС Ескальдес становить 83 млн кВт-год електроенергії. Видача продукції відбувається по ЛЕП, що працює під напругою 110 кВ.
Існували плани надання станції функції гідроакумуляції, проте наразі їх не реалізували з екологічних міркувань.